# Helwidiusz
Helwidiusz (IV/V wiek) – łaciński pisarz, uczeń Auksencjusza z Mediolanu i naśladowca Symmacha. Autor wielu pism, w których dowodził m.in. że Maryja po narodzeniu Jezusa współżyła z Józefem i miała z nim inne dzieci, zwane w Ewangelii „braćmi Pana”. Poglądy te poddał krytyce święty Hieronim ze Strydonu w dziele Przeciw Helwidiuszowi o wiecznym dziewictwie błogosławionej Maryi. Podobne, odrzucone przez Kościół poglądy głosili także Jowinian i Bonosus. 